# Joseph Lindner (Politiker, 1810)
Joseph Lindner (* 25. Dezember 1810 in Liebschütz; † 27. März 1875 in Wien) war ein österreichischer Richter und Politiker.

## Leben
Lindner war der Sohn eines Oberamtmanns und katholischer Konfession. Er studierte ab 1830 Rechtswissenschaft an der Universität Prag. Ab 1835 war er Landesgerichtsaktuar in Aschbach und dann Gerichtsaktuar bei den Herrschaften Nieder-Wallsee und Ulmersdorf. Von 1841 bis 1850 arbeitete er als Justitiar beim Patrimonialgericht in Seisenegg. Danach war er im Staatsdienst tätig und war von 1850 bis 1854 Staatsanwalt in St. Pölten, von 1854 bis 1861 Oberlandesgerichtsrat in Preßburg von 1861 bis 1867 Landesgerichtsrat und von 1867 bis 1871 Oberlandesgerichtsrat in Wien. 1871 trat er in den Ruhestand und lebte in Wien.
Vom 18. Januar 1849 (für Michael Gründlinger) bis zum 19. April 1849 vertrat er den Wahlkreis 16. Österreich unter der Enns (Amstetten) in der Frankfurter Nationalversammlung. Im Parlament blieb er fraktionslos und stimmte überwiegend mit dem Rechten Zentrum. Er gehörte zu den Abgeordneten, die gegen die Wahl Friedrich Wilhelms IV. zum Kaiser der Deutschen stimmten.